# Zahra Lfil
Zahra Anna Lfil (Winschoten, 30 juli 1993) is een Nederlands (musical)actrice, zangeres, theatermaakster, regisseuse en educatiemaker. Zij kreeg bij het grote publiek vooral naamsbekendheid door haar rol als Farah Nazar in de RTL 4-soap Goede tijden, slechte tijden.

## Biografie
Lfil werd geboren in een gezin met een Marokkaanse vader en een Nederlandse moeder in Winschoten. Ze bezocht de Jeugdtheaterschool Oost-Groningen, volgde acteerlessen bij de Noorderlingen en studeerde 'Artiest drama' op het MBO “Kunst, theater & media” te Groningen. 
Na het behalen van haar diploma speelde Lfil in de voorstelling “Blinde liefde” van het Groningse gezelschap Theater te Water. Ze toerde in 2014 met het theaterschip “de Verwondering” van dorp naar dorp door Noord-Nederland. In 2015 verhuisde ze naar Amsterdam om te studeren aan de Frank Sanders Akademie voor musicaltheater. In de zomer van 2016 keerde Lfil terug naar het theaterschip “de Verwondering” om tijdelijk de rol van Moe over te nemen in de voorstelling “Hooggeëerd publiek”. Dit was tevens de afscheidsvoorstelling van Theater te Water. In haar tweede jaar volgde Lfil naast haar opleiding aan de Frank Sanders Akademie in het weekend ook de vooropleiding Muziektheater klassiek op de Fontys Hogeschool voor de Kunsten te Tilburg. 
In 2022 ging Lfil weer studeren aan de Academie voor Theater en Dans. Hier is zij in 2024 afgestudeerd aan de opleiding Theaterdocent verkort. Sindsdien is zij naast actrice ook werkzaam als regisseur, theatermaker en educatiemaker. 

## Theater
Uitvoerend
- Het mooiste blauw (2024) bij Studio Figur, als Faizah
- Sultan in de maan (2021) bij Werkplaats Walhalla, als Netta
- Lekker meid, je pruikentijd! (2019) bij Scala (Amsterdam), als Fontessa
- Soof, de Musical (2017, workshopperiode) bij Cook a Dream, als ensemble + understudy Karima
- Hooggeëerd publiek (2016) bij Theater te water
- Blinde liefde (2014) bij Theater te water
- XS-society (2012) bij DOX
- Smells like Tahrir spirit (2011) bij DOX

Creërend
- Theater Na de Dam Winschoten bij De Klinker (2025), als regisseur & theatermaker
- "De Arena" op het Jonge Harten festival (2024), als conceptontwerper en moderator
- Theater Na de Dam Winschoten bij De Klinker (De voorstelling "Evacueetje", 2024), als regisseur & theatermaker
- "De Arena" op het Jonge Harten festival (2023), als conceptontwerper en moderator
- "De Collectie" in samenwerking met NITE in het Groninger Museum (2023), als regisseur & theatermaker

## Filmografie

### Film
- 2018: Gelukzoekers, als Hillary
- 2018: 72hrs the Hague: Western, als Yasmine
- 2020: Nevermore, als Samira Salah
- 2025: iHostage, als Nour

### Televisie
- 2014: Heer & Meester, als receptioniste
- 2017: Jeuk, als Zahra
- 2018: Goede tijden, slechte tijden, als Farah Nazar
- 2022: AAP, als Sanae
- 2023: Dag & nacht, als Selma
- 2024: PATTY, als stewardess
- 2024: De ring, als rechercheur